# José Manuel Esnal

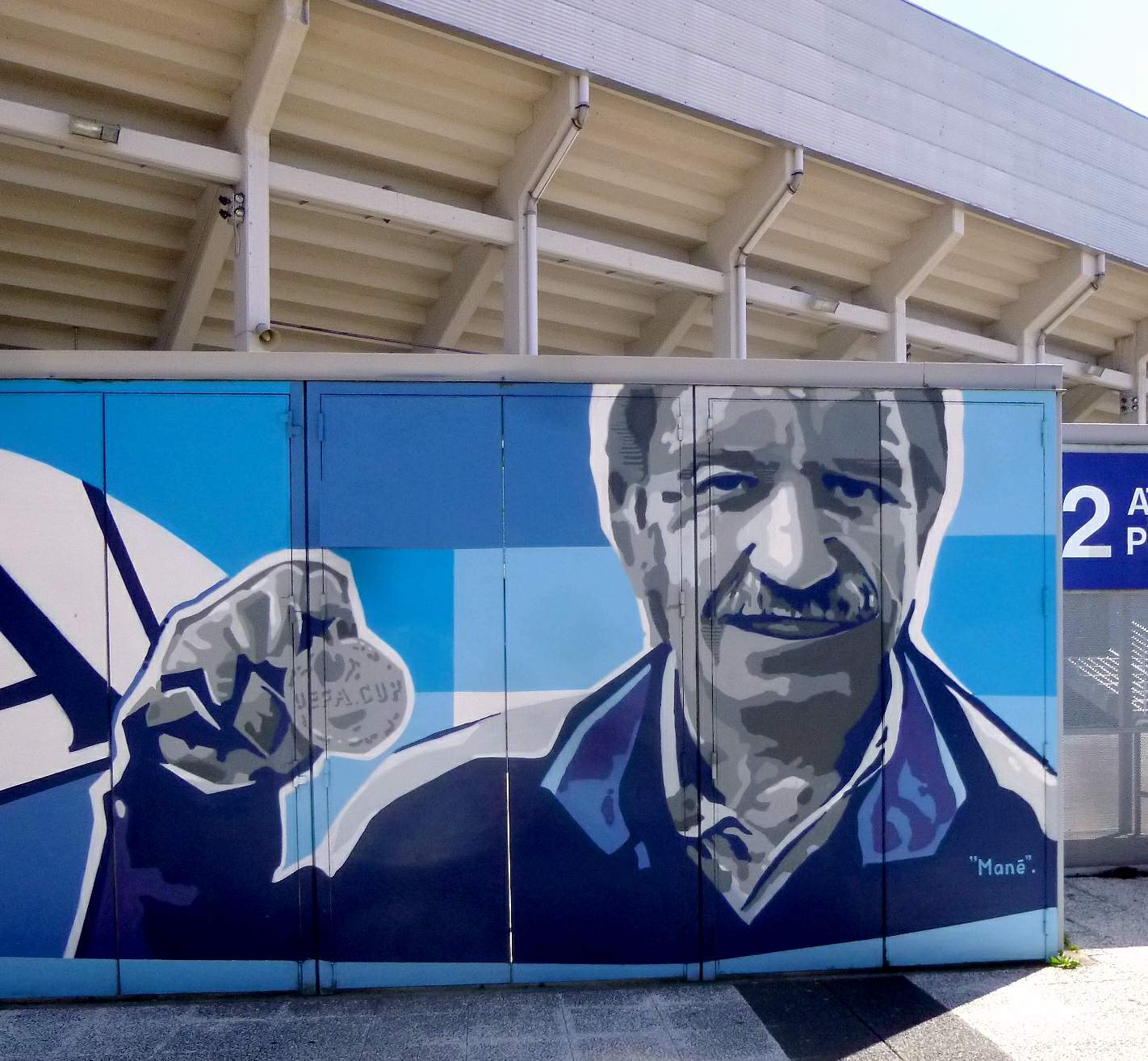
Mendizorroza-Stadion, Feld Deportivo Alavés (Vitoria).

José Manuel Esnal Pardo, auch bekannt unter seinem Rufnamen Mané (* 25. März 1950 in Balmaseda) ist ein spanischer Fußballtrainer. Neben Stationen bei Vereinen wie Espanyol Barcelona, Athletic Bilbao oder UD Levante führte er den Underdog Deportivo Alavés ins Endspiel um den UEFA-Pokal 2000/01, das erst nach Golden Goal gegen den englischen Vertreter FC Liverpool mit 4:5 verloren ging.

## Trainerkarriere

### Anfänge
José Manuel Esnal begann seine Trainerkarriere bereits im Alter von 29 Jahren, wobei sein erster Job der des Coaches vom örtlichen Fußballverein seines Heimatortes Balmaseda im Baskenland war. Nach der zweijährigen und durchaus von Erfolg gekrönten Arbeit in Balmaseda wurde Esnal 1980 als neuer Coach der baskischen Jugendauswahl verpflichtet, wo er in der Folge ein Jahr im Amt blieb. 1982 unterschrieb der junge Coach ein Arbeitspapier beim FC Barakaldo, einem schon etwas überregional bekannten Verein aus dem Baskenland. Beim damaligen Drittligisten stand José Manuel Esnal auch nur ein Jahr unter Vertrag und verpasste die Rückkehr in die Zweitklassigkeit. Danach trainierte Esnal von 1982 bis 1984 Sestao SC.
1984 übernahm er ein erstes Mal die Geschicke bei Deportivo Alavés, jenem Verein, der Jahre später unter Esnal die größten Erfolge seiner Vereinsgeschichte feiern sollte. Manés erste Amtszeit in Vitoria-Gasteiz war allerdings durch massive finanzielle Probleme gekennzeichnet, die große Erfolge unmöglich machten, und dauerte nur ein einziges Jahr, das Deportivo Alavés in der Segunda División verbrachte. In der Folge stand Esnal zwei Jahre an der Seitenlinie von UE Figueres, mit dem er in der Saison 1985/86 aus der dritten in die zweite Liga aufstieg und den Verein, der bis dato noch nie zweitklassig gewesen war, auch dort etablieren konnte. 1987 trat Esnal dann bei Figueres zurück und übernahm erneut den Posten des Jugendtrainers der baskischen Fußballauswahl, wo er von 1987 bis 1988 arbeitete. Danach unterschrieb er einen Kontrakt mit UE Lleida und blieb dort sieben Jahre bis 1995.

### Arbeit bei UD Lleida
In Lleida beerbte Mané im Herbst 1988 Koldo Aguirre und übernahm von diesem eine im Abstiegskampf der Segunda División befindliche Mannschaft. Und tatsächlich musste am Ende der Spielzeit 1988/89 der Gang in die Drittklassigkeit angetreten werden. Doch die Vereinsführung hielt an Coach José Manuel Esnal fest und konnte sich in der nun folgenden Drittligasaison bestätigt sehen, als UE Lleida die Gruppe 2 der Segunda División B als Erster mit fünf Punkten Vorsprung vor der zweiten Mannschaft von CA Osasuna beendete und den direkten Wiederaufstieg schaffte. Als Neuling schlug sich die Mannschaft von José Manuel Esnal überraschend gut in der Segunda División 1990/91, denn nach Ende aller Spieltage rangierte man in der Tabelle auf dem sechsten Tabellenplatz und hatte die Teilnahme an der Playoff-Spielen um den Erstligaaufstieg nur um drei Punkte gegenüber CD Málaga verpasst. In der Folgesaison wurde man dann Fünfter und scheiterte erneut nur um wenige Punkte an der Partizipation an der Aufstiegsrunde, Betis Sevilla war diesmal drei Zähler besser positioniert.
1992/93 lief es dann noch besser für das UE Lleida von José Manuel Esnal, denn die Mannschaft dominierte die Segunda División über die gesamte Spielzeit und stand am Ende ganz oben in der Tabelle mit fünf Punkten vor dem zweiten Aufsteiger Real Valladolid sowie ebenso vielen Punkten vor dem ersten Relegationsplatz, belegt durch Racing Santander. In der Aufstiegssaison zeichnete sich UE Lleida vor allem durch eine exzellente Defensive aus, über die Saison verteilt musste man nur zwanzig Gegentreffer hinnehmen. Auch die Offensive mit 56 erzielten Treffern war beinahe Spitzenwert in der Liga.
So war UE Lleida also erstmals seit 1951 wieder in die Primera División, die höchste Spielklasse im spanischen Fußball, aufgestiegen. Dort wusste man aber nicht so recht zu überzeugen und belegte in der Primera División 1993/94 nur einen neunzehnten Platz, der nicht zum Klassenerhalt reichte. Somit musste UE Lleida nach nur einem Jahr Erstklassigkeit den direkten Gang zurück in die zweite Liga antreten, ganz so wie es dem Verein bei seinem ersten Intermezzo in der Primera División in der Saison 1950/51 ergangen war. Zurück in der Segunda División spielte Lleida wieder oben mit und wurde in der Spielzeit 1994/95 Vierter, wobei man nur um einen Punkt gegenüber UD Salamanca den Aufstieg verfehlte. Nach diesem knappen Scheitern im Kampf um den Aufstieg endete auch die Amtszeit von José Manuel Esnal bei UE Lleida nach sieben Jahren, er unterschrieb zur neuen Saison einen Vertrag bei RCD Mallorca.

### Mallorca und Levante
Auf Mallorca übernahm José Manuel Esnal einen Zweitligisten mit dem Anspruch, die Rückkehr in die Primera División zu bewerkstelligen. Dabei lief die Saison 1995/96 auch relativ ordentlich und wurde mit einem dritten Rang abgeschlossen, was die Teilnahme an den Playoff-Spielen um den Aufstieg bedeutete. Dort scheiterte man jedoch mit 1:0 und 0:2 an Rayo Vallecano, das selbst damit den Abstieg aus der höchsten Spielklasse vermied. Nach dem verpassten Aufstieg trennte sich RCD Mallorca von José Manuel Esnal und ersetzte diesen durch Víctor Muñoz, mit dem man nicht nur die Rückkehr in die Erstklassigkeit, sondern auch den Einzug ins Endspiel um die Copa del Rey feiern konnte.
Mané übernahm im Sommer 1996 das Traineramt bei UD Levante in Valencia. Mit dem damals zweitklassigen Vorstadtklub belegte Esnal in der Segunda División den neunten Platz und hatte weder mit Auf- noch mit Abstieg etwas zu tun. Am Ende der Saison trennten sich die Wege von Levante und José Manuel Esnal dann wieder und dieser begann die wohl erfolgreichste Zeit seine Trainerkarriere.

### Erfolge mit Deportivo Alavés
Bei seiner Rückkehr zu Deportivo Alavés begann Esnal in der zweiten spanischen Fußballliga, wo der Verein in der Vorsaison nur einen enttäuschenden dreizehnten Tabellenplatz belegt hatte. Doch ganz plötzlich und ziemlich unerwartet steigerte sich das Team von Mané in der Saison 1997/98 erheblich und platzierte sich am Ende der Saison sensationell auf Rang eins in der Segunda División mit 82 Punkten auf der Habenseite. Ganze neun Zähler trennten die Mannschaft vom ersten Relegationsplatz, besetzt durch UD Las Palmas. Erstmals seit Mitte der Fünfzigerjahre war der baskische Klub also wieder in die erste spanische Liga aufgestiegen und es gelang auch sogleich, sich zu etablieren. Anders als bei seiner Amtszeit in Lleida stieg Esnal mit seinem Aufstiegsteam nicht gleich wieder ab, sondern belegte den sechzehnten Tabellenplatz, ein einziger Punkt trennte Alavés vom FC Extremadura, der den ersten Relegationsplatz belegte. Dann ein Jahr später in der Primera División 1999/2000 wurde der Underdog überraschend Sechster in Spaniens Eliteliga und legte damit den Grundstein für den internationalen Erfolg, der im Jahr darauf folgen sollte. Als Sechster der Primera División war Deportivo Alavés für den UEFA-Pokal 2000/01 startberechtigt, wo man allerdings nicht im Ansatz zum Favoritenkreis zählte.
Im UEFA-Pokal erwies sich Deportivo Alavés zunächst als sehr auswärtsstark, aber auch recht heimschwach gegen relativ schwache Gegner. In der ersten Runde besiegte man Gaziantepspor aus der Türkei, in der zweiten Lillestrøm SK und in der dritten Rosenborg Trondheim, jeweils aus Norwegen. In der vierten Runde wartete mit dem französischen Vertreter Girondins Bordeaux erstmals ein starker Gegner auf das Team von José Manuel Esnal, den man aber 6:2 nach Hin- und Rückspiel überraschend deutlich bezwang. Danach ging es im Achtelfinale gegen Inter Mailand. Nach einem 3:3 im heimischen Estadio Mendizorrotza siegte Esnals Mannschaft in Mailand mit 2:0 und kam weiter. Nachdem im Viertelfinale Rayo Vallecano relativ problemlos aus dem Turnier geworfen wurde, kam auch der deutsche Vertreter 1. FC Kaiserslautern im Halbfinale mächtig unter die Räder. Mit 9:2 nach Hin- und Rückspiel setzte sich Alavés gegen die Pfälzer durch und stand damit im Endspiel um den UEFA-Pokal. Dort traf die Mannschaft um Spieler wie etwa Jordi Cruyff, Cosmin Contra oder Javi Moreno auf den englischen Vertreter FC Liverpool. Von Experten als chancenlos beurteilt, gestaltete Deportivo Alavés das Endspiel ausgeglichen und lieferte sich mit Liverpool einen äußerst spektakulären Kampf um den zweitwichtigsten europäischen Titel. Alavés lag viermal zurück, glich genauso oft aus und erarbeitete sich somit die Verlängerung, in der man zum Schluss in doppelter Unterzahl agieren musste. Als alles schon auf ein Elfmeterschießen hindeutete, traf Alavés-Verteidiger Delfí Geli ins eigene Netz und entschied per Golden Goal das Finale zu Gunsten des FC Liverpool.
So rasant wie der Aufstieg von Deportivo Alavés vom Zweitligisten zum Europapokalfinalisten gekommen war, so rasant ging es dann aber auch wieder abwärts. Nach und nach wanderten die Spieler der erfolgreichen Saison 2000/01 ab, der Verein fand sich mehr und mehr im Abstiegskampf wieder. In der Spielzeit 2002/03 landete man am Ende auf dem vorletzten Platz und musste den Gang zurück in die Zweitklassigkeit antreten, nur drei Jahre nach dem großen Endspiel von Dortmund. José Manuel Esnal wurde sieben Spieltage vor Saisonende entlassen und durch Jesús Aranguren, der das Ruder aber auch nicht mehr herumreißen konnte. Deportivo Alavés konnte sich von diesem Abstieg bis heute nicht wieder richtig erholen, spielt mittlerweile aber wenigstens wieder in die Segunda División.

### Weiterer Werdegang
Nach seiner Entlassung bei Deportivo Alavés war José Manuel Esnal zwei Jahre ohne Anstellung. Erst 2005 übernahm er das Traineramt bei UD Levante, zum zweiten Mal. Mit Levante stieg Esnal in der Segunda División 2005/06 als Tabellendritter hinter Recreativo Huelva und Gimnàstic de Tarragona auf, verließ den Verein aber zum Saisonende wieder.
In der Primera División 2006/07 betreute Mané Athletic Bilbao und kehrte damit ins Baskenland zurück, wo er den Großteil seiner Trainerkarriere verbracht hatte. Bei Athletic Bilbao gelangen aber keine Erfolge, Esnals Mannschaft fand sich schon früh in der Saison entgegen allen Ansprüchen am Tabellenende wieder und der Coach selbst überstand auch nicht die komplette Spielzeit. Sein Nachfolger Joaquín Caparrós rettete Bilbao nach Esnals Entlassung schließlich nur knapp vor dem drohenden Abstieg.
Seine bis heute letzte Trainerstation hatte José Manuel Esnal von 2008 bis 2009 bei Espanyol Barcelona, wo ihm aber auch kein großer Erfolg beschieden war. Bereits im Januar 2009 wurde der Coach auf dem achtzehnten Tabellenplatz stehend entlassen und durch den Argentinier Mauricio Pochettino ersetzt, der Espanyol noch auf Platz zehn führte. Seitdem ist José Manuel Esnal ohne Anstellung als Fußballtrainer.

## Erfolge
- Endspiel um den UEFA-Pokal: 1×

2000/01 mit Deportivo Alavés
- Segunda División: 2×

1992/93 mit UE Lleida
1997/98 mit Deportivo Alavés
- Segunda División B: 2×

1985/86 mit UE Figueres
1989/90 mit UE Lleida